# Camille Laurens (homme politique)
Pour les articles homonymes, voir Camille Laurens et Laurens.
Camille Laurens, né le 12 août 1906 à Lacroix-Barrez (Aveyron) et mort le 15 novembre 1979 à Paris, 15e arrondissement, est un homme politique français.

## Biographie
Camille Laurens est député du Cantal aux deux Assemblées constituantes (mais invalidé pour la première), puis à l’Assemblée nationale, de 1946 à 1958 sous les étiquettes paysanne (PPUS) ou indépendante (CNI).
Il est secrétaire d'État puis ministre de l'Agriculture dans cinq gouvernements de la IVe République de 1951 à 1953.

## Fonctions gouvernementales
- Secrétaire d'État à l'Agriculture du gouvernement René Pleven (2) (du 11 août au 21 novembre 1951)
- Ministre de l’Agriculture du gouvernement René Pleven (2) (du 21 novembre 1951 au 20 janvier 1952)
- Ministre de l’Agriculture du gouvernement Edgar Faure (1) (du 20 janvier au 8 mars 1952)
- Ministre de l’Agriculture du gouvernement Antoine Pinay (du 8 mars 1952 au 8 janvier 1953
- Ministre de l’Agriculture du gouvernement René Mayer (du 8 janvier au 28 juin 1953)

## Décorations
- Ordre de la Francisque
- Chevalier de la légion d'honneur
- Commandeur du mérite agricole
- Croix du combattant
- Commandeur pro Merito Melitensi de l'ordre souverain de Malte
- Commandeur de l'ordre de Léopold (Belgique)
- Médaille de Norvège